# Hydrobaenus tusimoneous
Hydrobaenus tusimoneous är en tvåvingeart som beskrevs av Sasa och Suzuki 1999. Hydrobaenus tusimoneous ingår i släktet Hydrobaenus och familjen fjädermyggor. Inga underarter finns listade i Catalogue of Life.